# Entomophthora destruens
Entomophthora destruens är en svampart som beskrevs av Weiser & A. Batko 1966. Entomophthora destruens ingår i släktet Entomophthora och familjen Entomophthoraceae.   Inga underarter finns listade i Catalogue of Life.